# Rodolfo Noriega
Rodolfo Noriega (* 1943) ist ein ehemaliger kubanischer Radrennfahrer.

## Sportliche Laufbahn
Noriega war Straßenradsportler. Er gehörte der ersten Generation kubanischer Radrennfahrer an, die auch in Europa starteten. 1965 gewann er die zweite Austragung der Kuba-Rundfahrt vor Sergio Martínez. Er gewann dabei drei Etappen. 1964 hatte er einen Etappensieg geholt und den 10. Platz belegt. 1965 fuhr Noriega die Internationale Friedensfahrt und kam auf den 75. Gesamtrang.